# The Misfits
Misfits är ett skräckpunkband som bildades 1977.
Misfits bildades i staden Lodi i New Jersey och leddes av sångaren Glenn Danzig, som senare grundade Samhain och Danzig. Namnet Misfits är taget från Marilyn Monroes sista film från 1961. Då Glenn Danzig lämnade gruppen, 1983, splittrades gruppen och Jerry Only och Doyle Wolfgang von Frankenstein startade det egna bandet Kryst the Conqueror.
Efter ett par år valde däremot bröderna Jerry och Doyle att starta upp Misfits igen och tog in Michale Graves som sångare för bandet. Misfits släppte under Graves tid i bandet flera album. Graves, tillsammans med trummisen Dr. Chud, lämnade dock bandet år 2000 efter att meningsskiljaktigheter uppstått inom bandet. Detta kom efter att Michale känt att han inte blev tilldelad den respekt han förtjänade.
År 2003 släpptes skivan Project 50's som var ett jubileumsalbum med gästtrummisen Marky Ramone i lineupen. I september 2016 återföreandes, för första gången på 33 år, Danzig, Only och Doyle.

## Diskografi

### Album
- Walk Among Us (1982)
- Earth A.D.  (1984)
- Legacy of Brutality (1985)
- Collection I (1986)
- Evilive (Live, 1987)
- Collection II (1995)
- Static Age (1997)
- American Psycho (1997)
- Evillive II (Live, 1998)
- Famous Monsters (1999)
- 12 Hits From hell (2001)
- Cuts From the Crypt (2001)
- Project 1950 (2003)
- The Devils Rain (2011)

### EP/Singlar
- Cough/Cool (1977) - singel
- Bullet (1978) - EP
- Horror Business (1979) - EP
- Night of the Living Dead (1979) - singel
- Beware (1980) - EP
- 3 Hits From Hell (1981) - EP
- Who Killed Marilyn? (1981) - singel
- Halloween (1981) - singel
- Die, Die My Darling (1984) - singel
- Dig Up Her Bones (1997) - singel
- Monster Mash (1999) - singel
- Land of the Dead (2009) - singel
- Day The Earth Caught Fire (2011) - singel

## Medlemmar
Nuvarande medlemmar
- Glenn Danzig − sång
- Jerry Only − bas
- Doyle Wolfgang von Frankenstein - gitarr

Tidigare medlemmar
- Michale Graves - sång (1995-2000)
- Myke Hideous - sång (1998, South American och European Tour)
- Diane DiPiaza - bas (1977)
- Jimmy Battle − gitarr (1977)
- Franché Coma - gitarr (1977-1978)
- Rick Riley - gitarr (1978, spelade endast ett par gånger)
- Bobby Steele - gitarr (1978-1980)
- Doyle Wolfgang von Frankenstein − gitarr (1980-1983, 1995-2001)
- Manny Martínez − trummor (1977-1978)
- Mr. Jim − trummor (1978)
- Joey Image - trummor (1978-1980)
- Arthur Googy - trummor (1980-1982)
- Brian Damage - trummor (1983)
- Dr. Chud - trummor (1995-2000)
- Marky Ramone − trummor (2000-2005)
- Robo − trummor (1982-1983, 2001-2002, 2005-2010)
- Dez Cadena − gitarr (2000-2015)